# 국립수산물품질관리원 부산지원
국립수산물품질관리원 부산지원(國立水産物品質管理院 釜山支院)은 국립수산물품질관리원의 업무를 분장하기 위하여 설립된 대한민국 해양수산부 국립수산물품질관리원 소속기관이다. 부산광역시 중구 중앙대로30번길 8에 위치하고 있다.

## 관할구역

### 2광역시
- 부산광역시
- 울산광역시

### 1도
- 경상남도 중 김해시·밀양시·양산시

## 같이 보기
- 국립수산물품질관리원 장항지원
- 국립수산물품질관리원 인천지원
- 국립수산물품질관리원 강릉지원
- 국립수산물품질관리원 목포지원
- 국립수산물품질관리원 서울지원
- 국립수산물품질관리원 여수지원
- 국립수산물품질관리원 완도지원
- 국립수산물품질관리원 인천공항지원
- 국립수산물품질관리원 제주지원
- 국립수산물품질관리원 평택지원
- 국립수산물품질관리원 포항지원
- 국립수산물품질관리원 통영지원